# Англосаксонски икономически модел
Англосаксонски икономически модел или също като англосаксонски капитализъм, тъй като е практикуван в англоговорещи страни като Великобритания, САЩ, Канада, Нова Зеландия, Австралия  и според някои Ирландия  e модел на капитализъм, който се оформя в днешния си вид през 70-те на базата на Чикагската икономическа школа.
Характерни за този модел са ниски нива на регулация и данъци, с развита частна инициатива, а услугите, предоставяни от публичния сектор са по-малко.
Пропонентите на термина твърдят, че икономиките на тези страни са толкова близко свързани в техния либерална и на свободния пазар ориентация, че могат да бъдат възприемани като споделящи определен макроикономически модел, но според тези, които не са съгласни с този модел, различието между икономиките на отделните страни тук е толкова голямо, колкото и спрямо страните от групата на икономики със „социален капитализъм“ в северна и континентална Европа.